# 섬유 강화 재료
섬유 강화 재료(다른 말: 섬유 강화 복합재료, 영문: Fiber reinforced materials)란 신소재 중 복합재료의 하나로, 분산상의 기하적 구조가 길이와 지름의 비가 큰 섬유와 같다. 
종류로는 유리 섬유, 탄소 섬유, 케블러 섬유 등이 있다.